# غلاديس بلوك
«غلاديس بلوك» (بالإنجليزية: Gladys Block) هي باحثة في مجال التغذية عملت في المعهد الوطني للسرطان.

## التعليم والمهنة
من يوليو 1991 فصاعدا، عملت بلوك في جامعة بيركلي في كاليفورنيا، كأستاذ (وبعد ذلك كأستاذ فخري) للصحة المجتمعية والتنمية البشرية في كلية الصحة العامة.

## الأعمال

### فيتامينات
وفي عام 1992، ذُكر في صحيفة نيويورك تايمز استعراض بلوك لـخمس عشرة دراسة وبائية عن معدلات الإصابة بالسرطان وتناول فيتامين (ج).
وقد استشهدت بلوك في التغطية الإعلامية للنقاش حول فعالية المكملات الغذائية المتعددة الفيتامينات (multivitamin supplements) في مكافحة المخاطر الصحية بما في ذلك خطر الإصابة بالسرطان والسمنة والسكري وأمراض القلب وارتفاع ضغط الدم. آخرون يتخذون موقفًا مماثلًا لبلوك (لصالح المكملات الغذائية) هم أستاذ جامعة هارفارد والتر ويليت (مصمم F F Q هارفارد)، والباحث بروس ن. أميس ، و مايكل جاكوبسون من مركز العلوم في المصلحة العامة. ومن بين هؤلاء على الجانب الآخر: ماريون نستله ، و جوان غوسو ، و كاثرين ووتيكي ، و والتر ميرتز ، و إدغار ميلر. 

### تنوع في النظام الغذائي
وقد قادت بلوك الأبحاث بموضوع التنوع في النظام الغذائي للناس وآثاره على استهلاك الناس للمغذيات والحالة الصحية، وقد استشهدت بها حول هذا الموضوع في صحيفة نيويورك تايمز.